# No One Can Do It Better
No One Can Do It Better je debutové album amerického rapera The D.O.C., které vyšlo v roce 1989, dostalo se na 20. místo amerického žebříčku The Billboard 200 a stalo se 1x platinovým. Kromě The D.O.C. se na albu objevila i skupina N.W.A (v poslední skladbě Grand Finalé), která v té době také patřila pod label Ruthless. Toto je jediná deska, která vyšla před tím, než si D.O.C. vážně poškodil hlasivky při autonehodě.

## Seznam skladeb
1. It's Funky Enough - 4:29

2. Mind Blowin' - 3:36

3. Lend Me An Ear - 3:20

4. Comm. Blues - 2:22

5. Let The Bass Go - 3:41

6. Beautiful But Deadly - 5:34

7. The D.O.C. & The Doctor - 4:06

8. No One Can Do It Better - 4:51

9. Whirlwind Pyramid - 3:45

10. Comm. 2 - 1:21

11. Formula - 4:12

12. Portrait Of A Masterpiece - 2:29

13. The Grand Finalé - 4:39

## Singly
Its Funky Enough

 Mind Blowin'

 Formula

 The D.O.C. & The Doctor